# Jack Eaton
Jack Eaton (* 16. Juni 1888; † 4. Dezember 1968 in Mystic, Connecticut) war ein US-amerikanischer Filmproduzent und -regisseur.
Zwischen 1918 und 1953 produzierte er mehr als 90 Filmprojekte und führte bei rund 50 Regie. Er erhielt vier Oscar-Nominierungen in der Kategorie „Bester Kurzfilm“: 
- 1947: nominiert mit Dive-Hi Champs
- 1952: nominiert mit Ridin’ the Rails
- 1953: nominiert mit Athletes of the Saddle
- 1954: nominiert mit Wee Water Wonders

Auf der Oscarverleihung 1950 wurde er für seinen Film Aquatic House Party mit einem Oscar ausgezeichnet.